# Edit Herczog

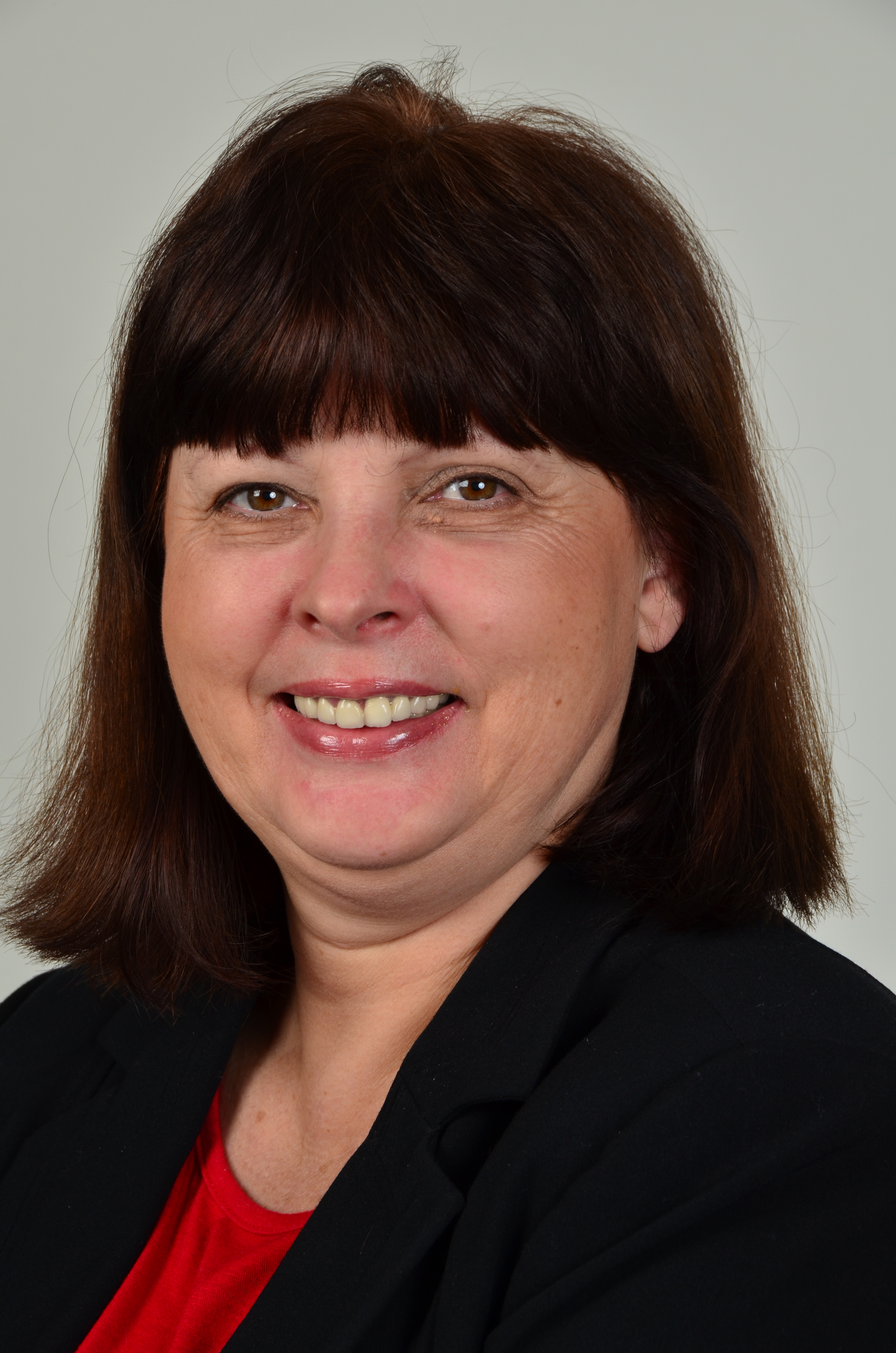
Herczog, 2014

Edit Herczog este un om politic maghiar, membru al Parlamentului European în perioada 2004-2009 din partea Ungariei.
1. ↑  Edit HERCZOG, pace.coe.int
2. ↑  PIM identifier[*] Verificați valoarea |titlelink= (ajutor);
3. ↑  Deputații în Parlamentul European
4. 1 2  pace.coe.int